# Predrag Benaček
Predrag Benaček (* 29. března 1959, Sarajevo) je bosenský profesionální basketbalový trenér a bývalý hráč, který je současným hlavním trenérem Olomoucka v České národní lize.

## Hráčská kariéra
Benaček odehrál 20 sezón v Jugoslávii, Řecku, Slovinsku a České republice v letech 1975 až 1996. Během své kariéry hrál za Bosnu, Panionios, Maribor a Pardubice. V roce 1996 svou kariéru ukončil jako hráč Pardubic.

## Kariéra v národním týmu
Benaček byl členem jugoslávského juniorského týmu, který získal bronzovou medaili na mistrovství Evropy juniorů v roce 1978 v Itálii. Během šesti turnajových her získal v průměru 14,9 bodu na zápas.
Benaček byl členem národního týmu Jugoslávie spolu s Krešimirem Ćosićem, Draganem Kićanovićem, Draženem Dalipagićem a Mirzou Delibašićem, který získal stříbrnou medaili na EuroBasketu v roce 1981 v Československu. Během šesti turnajových her získal v průměru čtyři body na zápas.

## Trenérská kariéra
Po ukončení kariéry v roce 1996 nastoupil Benaček do dorostu Pardubic. V roce 1998 se stal asistentem trenéra Pardubic. V roce 1999 byl jmenován asistentem trenéra pro slovinský klub Helios Domžale. V roce 2001 byl najat jako nový hlavní trenér pro Hopsi Polzela. V roce 2002 nastoupil Benaček do kádru ČEZ Nymburk jako asistent trenéra. V roce 2003 se stal hlavním trenérem Prostějova.
V roce 2004 byl jmenován hlavním trenérem týmu Apollon Limassol z kyperské divize A.
V červenci 2008 se Benaček vrátil do České republiky a stal se hlavním trenérem Kolína. V červnu 2017 opustil po devíti sezonách Kolín.
V roce 2017 byl Benaček najat jako nový hlavní trenér Olomoucka.

## Trenérská kariéra v národním týmu
V roce 2005 byl Benaček jmenován hlavním trenérem národního týmu Kypru. V roce 2007 národní tým opustil.
V roce 2007 se Benaček stal hlavním trenérem týmu České republiky do 19 let.

## Kariérní úspěchy a ocenění

### Jako hráč
- Šampion Euroligy: 1 (s Bosnou: 1978–1979)
- Šampion jugoslávské ligy: 3 (s Bosnou: 1977–1978, 1979–1980, 1982–1983)
- Vítěz jugoslávského poháru: 2 (s Bosnou: 1977–1978, 1983–84)
- Vítěz řeckého poháru: 1 (s Panioniosem: 1990–1991)
- Vítěz českého poháru: 1 (s JIP Pardubice: 1993–1994)